# 16 czerwca
16 czerwca jest 167. (w latach przestępnych 168.) dniem w kalendarzu gregoriańskim. Do końca roku pozostaje 198 dni.

## Święta
- Imieniny obchodzą: Aneta, Aubert, Aurelian, Aureusz, Benon, Benona, Cyryk, Jan, Judyta, Julita, Justyna, Ludgarda i Tychon.
- Międzynarodowe – Międzynarodowy Dzień Dziecka Afrykańskiego (z inicjatywy Organizacji Jedności Afrykańskiej i UNICEF; obchodzone od 1991 r.)
- Irlandia – Bloomsday (święto, podczas którego dzieje się akcja Ulissesa Jamesa Joyce’a)
- Republika Południowej Afryki – Dzień Młodzieży
- Wspomnienia i święta w Kościele katolickim[1][2] obchodzą:
  - święci Aureus(inne języki) (biskup) z siostrą Justyną z Moguncji
  - święci Cyryk i Julita – męczennicy
  - św. Benon z Miśni (biskup)
  - św. Lutgarda (zakonnica)
  - bł. Maria Teresa Scherer (zakonnica)

## Wydarzenia w Polsce
- 1383 – Na zjeździe w Sieradzu arcybiskup gnieźnieński Bodzanta podjął nieudaną próbę przeforsowania kandydatury księcia rawskiego i płockiego Siemowita IV na męża Jadwigi Andegaweńskiej i króla Polski.
- 1454 – Gdańsk uzyskał przywilej podporządkowujący Głównemu Miastu Osiek, Młode i Stare Miasto oraz przyznający monopol wyłączności praw miejskich w promieniu 5 mil (tj. 30–40 km) i gwarancję, że na tym obszarze nie zostanie zbudowany żaden zamek.
- 1578 – We Lwowie został ścięty kozacki watażka i przez krótki czas samozwańczy hospodar mołdawski Jan Podkowa, skazany na śmierć przez króla Stefana Batorego na stanowcze żądanie sułtana Murada III.
- 1628 – V wojna polsko-szwedzka: stoczono bitwę pod Gdańskiem.
- 1781 – Odbyła się premiera komedii Fircyk w zalotach Franciszka Zabłockiego.
- 1785 – Z Ladawy nad Dniestrem wypłynęły, w celu zbadania możliwości spławiania towarów tą rzeką, dwa załadowane pszenicą i innymi towarami statki dowodzone przez podróżnika i uczonego-amatora Waleriana Dzieduszyckiego.
- 1792:
  - Stanisław August Poniatowski zatwierdził herb miejski nadany Ostrynie.
  - Z powodu toczącej się wojny polsko-rosyjskiej przerwano prace przy budowie Świątyni Opatrzności Bożej w Warszawie.
- 1805 – W Warszawie doszło do pogromu ludności żydowskiej.
- 1807 – IV koalicja antyfrancuska: wojska napoleońskie zajęły twierdzę Nysa.
- 1815 – Utworzono Królestwo Polskie (kongresowe).
- 1816 – W Warszawie odbyła się premiera opery Zabobon, czyli Krakowiacy i Górale z muzyką Karola Kurpińskiego i librettem Jana Nepomucena Kamińskiego (zaadaptowowanym z libretta Krakowiacy i Górale Wojciecha Bogusławskiego).
- 1852 – Położono kamień węgielny pod budowę browaru w Żywcu.
- 1906 – W dniach 14-16 czerwca w Białymstoku armia carska zamordowała 88 osób (głównie Żydów).
- 1910 – W Sopocie otwarto Dom Zdrojowy.
- 1915 – I wojna światowa: Niemcy utworzyli Administrację Cywilną Polski po lewej stronie Wisły z siedzibą w Kaliszu.
- 1922 – Wojsko Polskie pod dowództwem gen. Stanisława Szeptyckiego wkroczyło do Piekar Śląskich.
- 1929 – W katastrofie samolotu „Marienburg” na rynku w Sztumie zginęło dwóch członków załogi, w tym konstruktor lotniczy i pilot Ferdinand Schulz.
- 1935 – Na Walnym Zebraniu Naczelnej Izby Lekarskiej przyjęto Zbiór zasad deontologii lekarskiej, pierwszy kodeks etyki lekarskiej w niepodległej Polsce.
- 1942 – W odwecie za ostrzelanie przez partyzantkę sowiecką niemieckiego samochodu osobowego, Niemcy dokonali pacyfikacji wsi Rajsk w gminie Bielsk Podlaski, zabijając 149 osób.
- 1943 – Zakończyła się likwidacja lwowskiego getta.
- 1944:
  - Napad UPA na pociąg osobowy na trasie Bełżec-Rawa Ruska, w trakcie którego zamordowano 41-75 Polaków.
  - W Puszczy Solskiej na Lubelszczyźnie Niemcy rozpoczęli przeciwpartyzancką operację Sturmwind II.
  - W walce z Niemcami pod wsią Jewłasze na Nowogródczyźnie zginął mjr Jan Piwnik ps. „Ponury”.
- 1945 – Założono klub sportowy Odra Opole.
- 1960 – Dokonano oblotu samolotu sportowego PZL-102 Kos.
- 1961 – Została otwarta Droga Przyjaźni Polsko-Czeskiej – szlak turystyczny prowadzący głównym grzbietem Karkonoszy.
- 1965 – Wystrzelono pierwszą polską rakietę meteorologiczną Meteor.
- 1972 – Zygmunt Garbacki i Marian Wojtasik, zabójcy pisarza i posła na Sejm PRL Jana Gerharda, zostali skazani na karę śmierci.
- 1977 – Uruchomiono połączenie promowe Świnoujście-Kopenhaga.
- 1979 – Założono Włocławskie Towarzystwo Naukowe.
- 1980 – Premiera filmu poetyckiego Sowizdrzał świętokrzyski w reżyserii Henryka Kluby.
- 1983 – Rozpoczęła się II pielgrzymka papieża Jana Pawła II do Polski.
- 1986 – Premiera filmu obyczajowego Wakacje w Amsterdamie w reżyserii Krzysztofa Sowińskiego.
- 1987 – Przez Białystok i okolice przeszła trąba powietrzna, powodując uszkodzenia 106 budynków i raniąc kilkanaście osób.
- 1997 – Na antenie TVP1 wyemitowano w ramach konkursu na telenowelę pierwszy odcinek serialu Klan.
- 1999 – W Starym Sączu Jan Paweł II kanonizował św. Kingę.
- 2000 – Premiera komedii sensacyjnej To ja, złodziej w reżyserii Jacka Bromskiego.
- 2002 – W Rzeszowie otwarto halę widowiskowo-sportową Podpromie.
- 2012 – Polska przegrała we Wrocławiu w swym trzecim meczu grupowym Euro 2012 z Czechami 0:1 i odpadła z turnieju.

## Wydarzenia na świecie

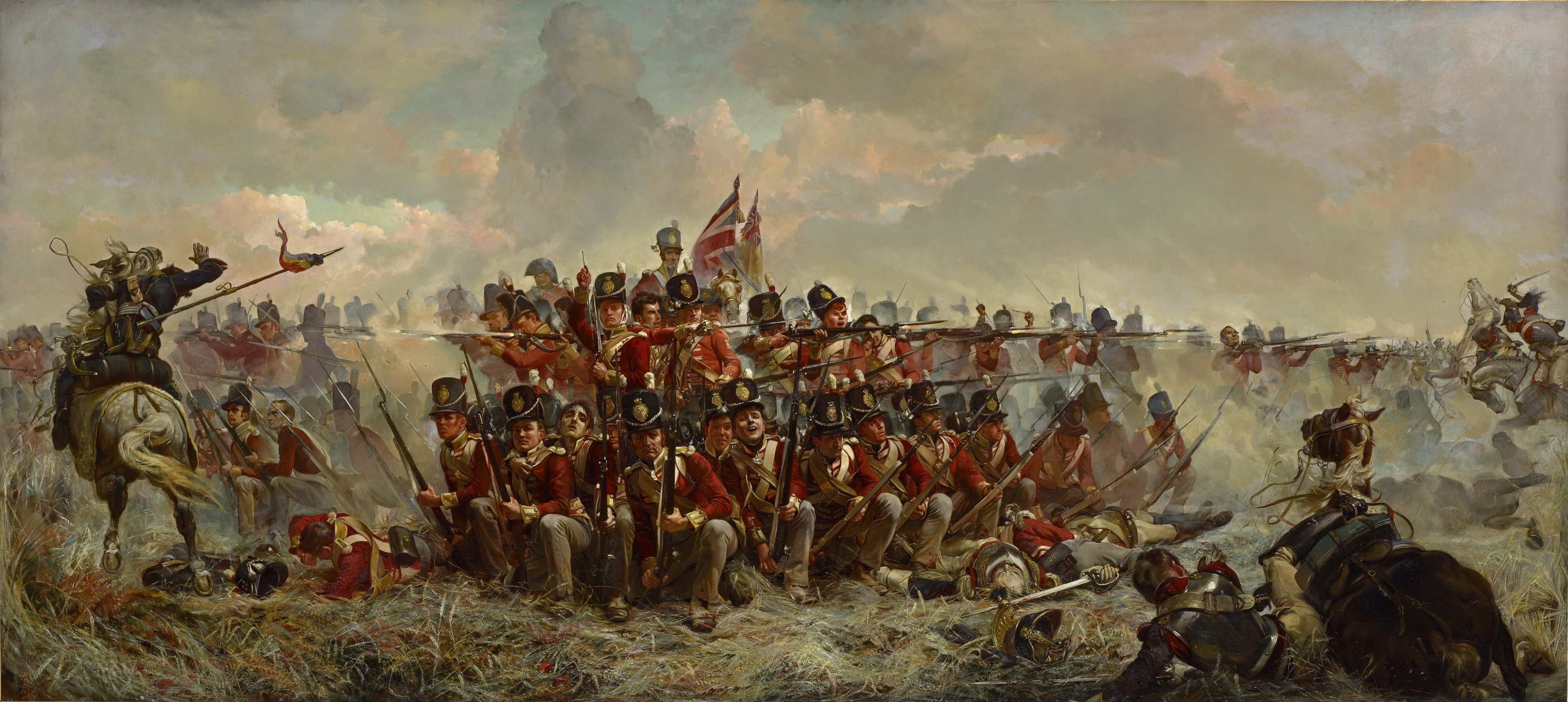
28 Pułk pod Quatre Bras – obraz Elizabeth Thompson

- 1426 – Wojny husyckie: zwycięstwo husytów nad krzyżowcami w bitwie pod Uściem.
- 1451 – Kardynał Pietro Barbo (późniejszy papież Paweł II) został mianowany biskupem Vicenzy.
- 1478 – Po czwartym oblężeniu skapitulowali przed wojskiem tureckim albańscy powstańcy na zamku w Krui.
- 1487 – Wojna Dwóch Róż: zwycięstwo Lancasterów nad Yorkami w bitwie pod Stoke Field.
- 1522 – Król Anglii Henryk VIII Tudor i cesarz rzymski Karol V Habsburg zawarli traktat windsorski, dotyczący wspólnej inwazji na Francję.
- 1636 – Juan de Lascaris-Castellar został wielkim mistrzem zakonu joannitów.
- 1657:
  - Holenderski uczony i wynalazca Christiaan Huygens otrzymał patent na pierwszy zegar wahadłowy.
  - Potop szwedzki: król Danii Fryderyk III Oldenburg wypowiedział wojnę Szwecji, włączając się do działań zbrojnych po stronie Rzeczypospolitej.
- 1674 – Wojna Francji z koalicją hiszpańsko-austriacko-lotaryńską: zwycięstwo wojsk francuskich nad austriackimi w bitwie pod Sinsheim.
- 1703 – Na Węgrzech wybuchło antyhabsburskie powstanie Rakoczego.
- 1746 – Wojna o sukcesję austriacką: zwycięstwo wojsk austriackich nad włosko-francuskimi w bitwie pod Piacenzą.
- 1755:
  - Brytyjska wojna z Indianami i Francuzami: wojska brytyjskie zdobyły Fort Beauséjour w Nowym Brunszwiku.
  - Wojna o niepodległość Stanów Zjednoczonych: zwycięstwo Brytyjczyków w bitwie o Bunker Hill.
- 1779 – Hiszpania wypowiedziała wojnę Wielkiej Brytanii i rozpoczęła oblężenie Gibraltaru.
- 1794 – I koalicja antyfrancuska: zwycięstwo wojsk austriacko-holenderskich nad francuskimi w bitwie pod Fleurus.
- 1812 – Założono Citibank (jako City Bank of New York).
- 1815 – 100 dni Napoleona: Napoleon Bonaparte odniósł swoje ostatnie zwycięstwa w bitwie pod Ligny i pod Quatre Bras.
- 1816 – Podczas spotkania towarzyskiego w willi Diodati nad Jeziorem Genewskim brytyjska pisarka Mary Shelley wpadła na pomysł napisania powieści Frankenstein.
- 1822 – Wojna o niepodległość Ekwadoru: wojska gen. Simóna Bolívara wyzwoliły Quito.
- 1824 – W Londynie założono Towarzystwo Zapobiegania Okrucieństwu wobec Zwierząt (SPCA).
- 1846 – Kardynał Giovanni Maria Mastai Ferretti został wybrany na papieża i przyjął imię Pius IX.
- 1854 – Wojna krymska: zwycięstwo wojsk rosyjskich w bitwie nad rzeką Czoroch.
- 1885 – Założono klub piłkarski Újpest FC.
- 1891 – John Abbott został premierem Kanady.
- 1896 – U wybrzeży francuskiej wyspy Ouessant rozbił się na skałach brytyjski parowiec „Drummond Castle”. Zginęły 243 osoby, 3 uratowano.
- 1900:
  - 5 osób zginęło, a 35 zostało rannych w zderzeniu dwóch pociągów pasażerskich na stacji w angielskim Slough.
  - W Niemczech otwarto Kanał Łaba-Lubeka.
- 1902 – Brytyjski polihistor Bertrand Russell wysłał list do niemieckiego matematyka Gottloba Frege, opisując w nim problem matematyczny nazwany później paradoksem Russella.
- 1903:
  - W Niemczech odbyły się wybory do Reichstagu.
  - Założono Ford Motor Company.
- 1904:
  - Fiński nacjonalista Eugen Schauman śmiertelnie postrzelił generał-gubernatora Finlandii Nikołaja Bobrikowa po czym popełnił samobójstwo. Bobrikow zmarł następnego dnia w szpitalu.
  - Irlandzki pisarz James Joyce odbył pierwszą randkę ze swą późniejszą żoną Norą Bernacle. Data ta stała się tłem największego dzieła pisarza – Ulissesa.
- 1911:
  - Ważący 772 gramy meteoryt spadł w pobliżu miejscowości Kilbourn w amerykańskim stanie Wisconsin, uszkadzając budynek gospodarczy.
  - Założono amerykański koncern informatyczny IBM.
- 1912:
  - 22 osoby zginęły, a 12 zostało rannych w zderzeniu dwóch pociągów pasażerskich w Malmslätt w południowej Szwecji.
  - Duarte Leite został premierem Portugalii.
- 1916 – Powstanie arabskie: skapitulował osmański garnizon w Dżuddzie nad Morzem Czerwonym.
- 1919 – Powstała Słowacka Republika Rad.
- 1924 – Fan Noli został premierem Albanii.
- 1925 – Na Krymie otwarto obóz pionierski Artek.
- 1932:
  - Carlos Dávila został prezydentem Chile.
  - W Lozannie rozpoczęła się konferencja międzynarodowa w sprawie definitywnego rozwiązania kwestii spłat niemieckich reparacji wojennych na podstawie tzw. planu Younga.
- 1933:
  - Na plaży w Tel Awiwie został zamordowany przez nieznanych sprawców dyrektor Departamentu Politycznego Agencji Żydowskiej Chaim Arlosoroff, który odegrał główną rolę w zawarciu porozumienia między Światową Organizacją Syjonistyczną i nazistowskimi władzami III Rzeszy, dzięki czemu mogło wyemigrować ponad 50 tys. niemieckich Żydów.
  - Prezydent USA Franklin Delano Roosevelt podpisał Glass-Steagall Act (Banking Act of 1933).
- 1936 – Wszystkie 7 osób na pokładzie zginęło w katastrofie należącego do linii Det Norske Luftfartselskap samolotu Junkers Ju 52, który rozbił się o zbocze góry Lihesten w południowo-zachodniej części kraju.
- 1937 – Hiszpańskie władze republikańskie zdelegalizowały trockistowską Partię Robotniczą Zjednoczenia Marksistowskiego (POUM), a jej przywódcę Andreu Nina i czołowych działaczy aresztowano, po czym przekazano ich agentom NKWD, którzy oddzieli Nina i 20 czerwca zamęczyli go na śmierć w trakcie przesłuchań.
- 1940 – Marszałek Philippe Pétain został ostatnim premierem francuskiej III Republiki.
- 1942 – Kampania śródziemnomorska: w trakcie operacji „Harpoon”, której celem było dostarczenie konwoju z zaopatrzeniem na Maltę z kierunku zachodniego, zatonął po wejściu na minę niszczyciel eskortowy ORP „Kujawiak”, w wyniku czego zginęło 13 członków załogi, a 12 zostało rannych; zakończyła się niepowodzeniem aliancka operacja „Vigorous” przeprowadzona w celu dostarczenia zaopatrzenia na Maltę z kierunku wschodniego (11-16 czerwca).
- 1943 – Włoski rozbrojony okręt podwodny „Agostino Barbarigo”(inne języki) z 130 tonami niemieckiego ładunku przeznaczonego dla Japończyków wypłynął z Bordeaux po czym zaginął bez śladu wraz z 59 osobami na pokładzie.
- 1944 – W Karolinie Południowej stracono George’a Stinneya, najmłodszą ofiarę krzesła elektrycznego.
- 1948 – Wybuchło powstanie malajskie.
- 1950 – W Rio de Janeiro otwarto stadion Maracanã.
- 1954 – W Szwajcarii rozpoczęły się V Mistrzostwa Świata w Piłce Nożnej.
- 1955:
  - Papież Pius XII ekskomunikował prezydenta Argentyny Juana Peróna.
  - Premiera filmu animowanego Zakochany kundel.
- 1956 – Dokonano oblotu myśliwca MiG-21.
- 1958:
  - W Rzymie otwarto Muzeum Narodowe Sztuki Orientalnej.
  - W więzieniu w Budapeszcie zostali powieszeni przywódcy powstania węgierskiego: Imre Nagy i Pál Maléter.
- 1960:
  - Izrael uruchomił reaktor jądrowy w Dimonie na pustyni Negew.
  - Premiera dreszczowca Psychoza w reżyserii Alfreda Hitchcocka.
  - W mieście Mueda na północy Portugalskiej Afryce Wschodniej (dzisiejszy Mozambik) oddziały kolonialne dokonały masakry ponad 600 demonstrantów domagających się przyznania niepodległości.
- 1961 – Tancerz baletowy Rudolf Nuriejew, oczekujący ze swą grupą na lotnisku Le Bourget pod Paryżem na lot do Londynu, otrzymał od agentów KGB polecenie powrotu do Moskwy samolotem, który odlatywał niewiele później. Dzięki pomocy dwójki francuskich przyjaciół udało mu się poprosić na lotnisku o azyl polityczny.
- 1963:
  - 19 osób zginęło w katastrofie samolotu wojskowego Douglas C-47 A-75-DL w regionie Aisén w Chile.
  - Premier Izraela Dawid Ben Gurion ogłosił zamiar rezygnacji ze stanowiska i wskazał jako swojego następcę Lewiʼego Eszkola.
  - Z kosmodromu w Bajkonurze (Kazachstan) wystrzelono statek Wostok 6 z pierwszą kosmonautką Walentiną Tierieszkową na pokładzie.
- 1964 – W Manchesterze Ian Brady i Myra Hindley („mordercy z wrzosowisk“) uprowadzili i zamordowali 12-letniego Keitha Bennetta.
- 1966 – W nowojorskim porcie zderzyły się i eksplodowały tankowce „Texaco Massachusetts” i „Alva Cape”, w wyniku czego zginęły 33 osoby.
- 1967 – W Monterey w Kalifornii rozpoczął się Monterey Pop Festival.
- 1970 – Założono holenderski klub piłkarski FC Groningen.
- 1972 – 108 osób zginęło, a 111 zostało rannych w katastrofach dwóch pociągów osobowych spowodowanych zawaleniem tunelu w Vierzy w północno-wschodniej Francji.
- 1976:
  - W Jugosławii rozpoczął się turniej finałowy V Mistrzostw Europy w Piłce Nożnej.
  - W Soweto w Południowej Afryce doszło do masakry czarnoskórych uczniów protestujących przeciwko nauczaniu w języku afrikaans.
- 1977 – Leonid Breżniew został przewodniczący prezydium Rady Najwyższej ZSRR.
- 1978 – Król Jordanii Husajn ibn Talal poślubił swą czwartą żonę Lisę Najeeb Halaby.
- 1979 – W ataku Braci Muzułmańskich na Szkołę Artylerii w syryjskim Aleppo zamordowanych zostało (według różnych źródeł) od 32 do 83 kadetów wywodzących się ze społeczności alawickiej.
- 1983 – Jurij Andropow został przewodniczącym prezydium Rady Najwyższej ZSRR.
- 1986:
  - Franz Vranitzky został kanclerzem Austrii.
  - Reprezentacja Polski przegrała z Brazylią 0:4 i odpadła z piłkarskich Mistrzostw Świata w Meksyku.
- 1993 – Premiera filmu kryminalnego Red Rock West w reżyserii Johna Dahla.
- 1994 – Witalij Masoł został premierem Ukrainy.
- 1997 – W mieście Lurgan w Irlandii Północnej IRA zamordowała dwóch policjantów.
- 1999 – Thabo Mbeki został prezydentem RPA.
- 2002 – Papież Jan Paweł II kanonizował ojca Pio z Pietrelciny.
- 2003:
  - W Azerbejdżanie utworzono Park Narodowy Ordubad.
  - W Dublinie otwarto James Joyce Bridge.
- 2006 – Nowy budynek Biblioteki Narodowej Białorusi udostępniono użytkownikom.
- 2007:
  - Pisarz Salman Rushdie otrzymał tytuł szlachecki od królowej Elżbiety II.
  - Powstała niemiecka partia lewicowa Die Linke.
- 2008:
  - 12 policjantów zginęło w samobójczym zamachu bombowym w mieście Vavuniya na Sri Lance.
  - Polska przegrała z Chorwacją 0:1 w swym trzecim meczu grupowym na piłkarskich Mistrzostwach Europy w Austrii i Szwajcarii i odpadła z turnieju.
  - W Kalifornii zalegalizowano małżeństwa osób tej samej płci.
- 2011 – Egipski terrorysta Ajman az-Zawahiri został wybrany na szefa Al-Ka’idy, zastępując zabitego przez Amerykanów Usamę ibn Ladina.
- 2012:
  - 26 osób zginęło, a 65 zostało rannych w zamachu bombowym na bazarze w miejscowości Landi Kotal w północno-zachodnim Pakistanie.
  - 26 osób zginęło, a 68 zostało rannych w zamachu bombowym w czasie szyickiego święta w Bagdadzie.
  - Rozpoczęła się chińska misja kosmiczna Shenzhou 9. Wśród trzyosobowej załogi była pierwsza chińska astronautka Liu Yang.
- 2014 – Amerykanin Jeremiah Heaton, w celu uczynienia swej córki księżniczką, zgłosił pretensje do leżącego na granicy Egiptu i Sudanu terytorium Bir Tawil o niejasnej przynależności, wbił w jego ziemię flagę i powołał do życia „Królestwo Północnego Sudanu”. Mimo poparcia władz egipskich nowy twór państwowy nie został jeszcze przez nikogo uznany.
- 2016:
  - W Birstall koło Leeds została zamordowana posłanka do brytyjskiej Izby Gmin z ramienia Partii Pracy Jo Cox.
  - W rozegranym na podparyskim Stade de France swym drugim meczu grupowym podczas XV Mistrzostw Europy w Piłce Nożnej Polska zremisowała bezbramkowo z Niemcami.
- 2017 – Tom Thabane został po raz drugi premierem Lesotho.
- 2018 – 19 osób zginęło w wyniku zaduszenia lub zadeptania podczas świętowania końca roku szkolnego w jednym z klubów nocnych w Caracas.
- 2023 – 41 osób zginęło (w tym 38 uczniów), 8 zostało rannych, a co najmniej 6 porwanych podczas ataku terrorystycznego dżihadystów z Sojuszniczych Sił Demokratycznych (powiązanego z Państwem Islamskim) na szkołę średnią w Mpondwe w Regionie Zachodnim w zachodniej Ugandzie.

## Urodzili się
- 1139 – Konoe, cesarz Japonii (zm. 1155)
- 1332 – Izabela, angielska księżniczka, hrabina Cambridge i Soissons, Pani de Coucy (zm. 1379 lub 82)
- 1435 – Jan II Szalony, książę żagański i głogowski (zm. 1504)
- 1454 – Joanna, księżniczka aragońska, królowa Neapolu (zm. 1517)
- 1514 – John Cheke, angielski filolog klasyczny, polityk (zm. 1557)[3]
- 1550 – Maria Eleonora, księżniczka Jülich-Kleve-Berg, księżna pruska (zm. 1608)
- 1573 – Andries de Witt, holenderski polityk, wielki pensjonariusz Holandii (zm. 1637)[4]
- 1583 – Axel Oxenstierna, szwedzki polityk (zm. 1654)
- 1589 – Albrycht Władysław Radziwiłł, polski ziemianin, polityk (zm. 1636)
- 1594 – Stefano Durazzo, włoski duchowny katolicki, arcybiskup Genui, kardynał (zm. 1667)
- 1612 – Murad IV, sułtan Imperium Osmańskiego (zm. 1640)
- 1613 – John Cleveland, angielski poeta (zm. 1658)[5]
- 1633 – Jean de Thévenot, francuski żeglarz, botanik (zm. 1667)[6][7]
- 1637 – Giovanni Colonna, włoski kompozytor, organista (zm. 1695)
- 1640 – Jacques Ozanam, francuski matematyk (zm. 1718)
- 1644 – Henrietta Anna Stuart, angielska księżniczka (zm. 1670)[8]
- 1660 – Nicolò del Giudice, włoski kardynał (zm. 1743)
- 1686 – Francesco Simonini, włoski malarz (zm. po 1753)
- 1695 – Giovanni Giacomo Millo, włoski kardynał (zm. 1757)
- 1700 – Pietro Bracci, włoski rzeźbiarz, konserwator zabytków (zm. 1773)
- 1735 – Nicolas-Bernard Lépicié, francuski malarz, rysownik (zm. 1784)
- 1745 – Sigmund Freudenberger, szwajcarski malarz (zm. 1801)
- 1749 – Gottlieb Conrad Christian Storr, niemiecki lekarz, naturalista (zm. 1821)
- 1752 – Franz Anton Pfeiffer, niemiecki kompozytor, fagocista (zm. 1787)
- 1754 – Saławat Jułajew, baszkirski poeta, bohater narodowy (zm. 1800)
- 1757 – Maciej Jabłonowski, polski rotmistrz, polityk (zm. 1844)
- 1762 – Giuseppe Bernardino Bison, włoski malarz (zm. 1844)[9]
- 1780 – Leontij Hagemeister, rosyjski podróżnik, odkrywca (zm. 1833)
- 1792 – John Linnell, brytyjski malarz, grafik, miniaturzysta (zm. 1882)
- 1793 – Diego Portales, chilijski polityk pochodzenia baskijskiego (zm. 1837)
- 1800 – Karl Moriz Diesing, austriacki przyrodnik pochodzenia polskiego (zm. 1867)
- 1801 – (lub 16 lipca) Julius Plücker, niemiecki matematyk, fizyk, wykładowca akademicki (zm. 1868)
- 1806 – Eugenio Cavalini, włoski kompozytor, dyrygent, skrzypek (zm. 1881)[10]
- 1807 – Thiệu Trị, cesarz Wietnamu (zm. 1847)
- 1813 – Otto Jahn, niemiecki archeolog, filolog klasyczny, muzykolog, wykładowca akademicki (zm. 1869)
- 1815 – Julius Schrader, niemiecki malarz (zm. 1900)[11]
- 1816 – Giovanni Passerini, włoski botanik, mykolog, entomolog, wykładowca akademicki (zm. 1893)
- 1818 – Hans Alexis von Biehler, pruski generał piechoty (zm. 1886)
- 1819 – Ilja Szumow, rosyjski szachista, kompozytor szachowy (zm. 1881)
- 1824 – Adolf Krummacher, protestancki teolog i tekściarz kościelnych piosenek (zm. 1884)
- 1825 – Aleksander Kazimierz Bereśniewicz, polski duchowny katolicki, arcybiskup metropolita warszawski (zm. 1902)
- 1829:
  - Geronimo, wódz Indian Chiricahua (zm. 1909)
  - Adolf Hennel, polski dziennikarz, członek Rządu Narodowego w trakcie powstania styczniowego (zm. 1869)
- 1835 – Józef Szujski, polski historyk, publicysta, poeta, prozaik (zm. 1883)
- 1842:
  - Antonina Hoffmann, polska aktorka (zm. 1897)
  - Paul Lafargue, francuski filozof marksistowski, działacz socjalistyczny i robotniczy (zm. 1911)
- 1845 – Heinrich Dressel, niemiecki archeolog, epigrafik, numizmatyk (zm. 1920)
- 1847 – Paul Alexis, francuski dramaturg (zm. 1901)
- 1848 – Franciszek Maria od Krzyża Jordan, niemiecki duchowny katolicki, założyciel zgromadzeń zakonnych salwatorianów i salwatorianek, Sługa Boży (zm. 1918)
- 1849 – Anna Abrahams, holenderska malarka (zm. 1930)
- 1850:
  - Władysław Beksiński, polski inżynier architekt (zm. 1929)
  - Stanisław Wysocki, polski ziemianin, austro-węgierski dyplomata i polityk (zm. 1898)
- 1851:
  - Ekaterine Gabaszwili, gruzińska pisarka (zm. 1938)
  - Georg Jellinek, niemiecki prawnik, wykładowca akademicki (zm. 1911)
- 1853:
  - Aleksander Babiański, rosyjski prawnik, generał armii, polityk, publicysta pochodzenia polskiego (zm. 1931)
  - Emil Sjögren, szwedzki kompozytor, organista (zm. 1918)
- 1858:
  - Gustaw V, król Szwecji (zm. 1950)
  - William D. Boyce, amerykański dziennikarz, przedsiębiorca, wydawca prasowy, odkrywca (zm. 1929)
  - Władysław Marcinkowski, polski rzeźbiarz (zm. 1947)
  - Viktor Ponrepo, czeski złotnik, iluzjonista, reżyser, pionier kinematografii (zm. 1926)
  - John Peter Russell, australijski malarz (zm. 1930)
- 1860:
  - Jan Bednarski, polski lekarz, działacz społeczny, polityk (zm. 1926)
  - Maria Radziwiłłowa, polska filantropka (zm. 1930)
- 1861:
  - Emiliano González Navero, paragwajski prawnik, polityk, wiceprezydent i prezydent Paragwaju (zm. 1934)
  - Michał Kozłowski, polski dermatolog, wenerolog (zm. 1935)
  - Martin Wehrmann, niemiecki historyk, pedagog (zm. 1937)
- 1862 – Olaf Frydenlund, norweski strzelec sportowy (zm. 1947)
- 1863 – Francisco León de la Barra, meksykański dyplomata, polityk, prezydent Meksyku (zm. 1939)
- 1865 – Władimir Muratow, rosyjski neurolog (zm. 1916)
- 1867 – Hans Dammann, niemiecki rzeźbiarz (zm. 1942)
- 1868 – Märtha Adlerstråhle, szwedzka tenisistka (zm. 1956)
- 1869 – Bergliot Ibsen, norweska śpiewaczka operowa (mezzosopran) (zm. 1953)
- 1870:
  - François-Léon Lévêque, francuski generał (zm. 1955)
  - Alfred Velghe, francuski kierowca wyścigowy (zm. 1904)
- 1871 – Ðorđe Joannović, serbski patolog (zm. 1932)
- 1873:
  - Władimir Boncz-Brujewicz, radziecki działacz partyjny, pisarz, historyk, polityk (zm. 1955)
  - Jan Brzeskot, polski działacz związkowy i narodowy, redaktor, samorządowiec, polityk, poseł na Sejm Śląski (zm. 1937)[12]
  - Tadeusz Miłobędzki, polski chemik, wykładowca akademicki (zm. 1959)
  - Karl von Müller, niemiecki komandor (zm. 1923)
- 1874:
  - Fernand Bouisson, francuski polityk, premier Francji (zm. 1959)
  - Arthur Meighen, kanadyjski polityk, premier Kanady (zm. 1960)
- 1875:
  - Fredrik Ljungström, szwedzki konstruktor, inżynier, przemysłowiec (zm. 1964)
  - Aleksander Maciesza, polski lekarz, antropolog, polityk, prezydent Płocka (zm. 1945)
- 1876 – Gustav Schuft, niemiecki gimnastyk (zm. 1948)
- 1880:
  - Alice Bailey, brytyjska okultystka, teozofka (zm. 1949)
  - Kōdō Sawaki, japoński mnich buddyjski (zm. 1965)
- 1881 – Abram Deborin, radziecki filozof marksistowski, polityk pochodzenia żydowskiego (zm. 1963)
- 1885 – Lilly Reich, niemiecki projektant modernistyczny (zm. 1947)
- 1887 – Hieronim Jawłowski, polski zoolog, myriapodolog, wykładowca akademicki (zm. 1977)
- 1888 – Aleksandr Friedman, rosyjski matematyk, meteorolog, fizyk, kosmolog, wykładowca akademicki (zm. 1925)
- 1889 – Włodzimierz Kalinowski, białoruski prawnik, historyk, polityk, poseł na Sejm RP (zm. 1940)
- 1890 – Stan Laurel, brytyjski aktor, komik, scenarzysta, reżyser (zm. 1965)
- 1891 – Władimir Albicki, rosyjski astronom (zm. 1952)
- 1894:
  - Norman Kerry, amerykański aktor (zm. 1956)
  - Arthur Bliss Lane, amerykański dyplomata (zm. 1956)
  - Fiodor Tołbuchin, radziecki dowódca wojskowy, marszałek ZSRR (zm. 1949)
  - Just-Émile Vernet, francuski kierowca wyścigowy (zm. 1992)
- 1895:
  - Zofia Bilor, polska łyżwiarka figurowa (zm. 1962)
  - Antoni Chruściel, polski generał brygady, komendant Okręgu Warszawa ZWZ, dowódca powstania warszawskiego (zm. 1960)
  - Henryk Kroszczor, polski historyk, publicysta, działacz społeczny pochodzenia żydowskiego (zm. 1979)
  - Warren Lewis, brytyjski major, historyk, pisarz (zm. 1973)
  - Janina Macherska, polska aktorka (zm. 1964)
  - Mieczysław Wallis, polski filozof, historyk sztuki (zm. 1975)
- 1896
  - Julia Habryka, polska działaczka społeczna i socjalistyczna (zm. 1942)[13]
  - Murray Leinster, amerykański pisarz science fiction (zm. 1975)
  - Helena Sitkowska, polska nauczycielka, Sprawiedliwa wśród Narodów Świata (zm. 1972)
- 1897:
  - Ber Groosjohan, holenderski piłkarz (zm. 1971)
  - Alaksandr Szlubski, białoruski literaturoznawca, etnograf 1941)
  - Georg Wittig, niemiecki chemik, wykładowca akademicki, laureat Nagrody Nobla (zm. 1987)
- 1898
  - Alice Bálint, węgierska psychoanalityk, antropolog (zm. 1939)
  - Leonard Howell, jamajski głosiciel ruchu Rastafari (zm. 1981)
- 1899:
  - William K. Howard, amerykański reżyser filmowy (zm. 1954)
  - Bronisław Kaminski, rosyjski dowódca wojskowy, kolaborant, zbrodniarz wojenny (zm. 1944)
  - Helen Traubel, amerykańska śpiewaczka operowa, aktorka, artystka kabaretowa (zm. 1972)
- 1900 – Iwan Dubowoj, radziecki generał major wojsk pancernych (zm. 1981)
- 1901:
  - Tichon Abramow, radziecki generał major (zm. 1991)
  - Conrad Beck, szwajcarski kompozytor (zm. 1989)
  - Henri Lefebvre, francuski socjolog, filozof marksistowski (zm. 1991)
  - Arthur Pierson, amerykański reżyser filmowy (zm. 1975)[potrzebny przypis]
- 1902:
  - Barbara McClintock, amerykańska genetyk, wykładowczyni akademicka, laureatka Nagrody Nobla (zm. 1992)
  - Giorgio Pessina, włoski florecista (zm. 1977)
  - George Gaylord Simpson, amerykański paleontolog, wykładowca akademicki (zm. 1984)
- 1903:
  - Aleksander Dorian, polski pianista, autor piosenek (zm. 1982)
  - Ona Munson, amerykańska aktorka (zm. 1955)
- 1905:
  - Janina Ignasiak-Minkowska, polska działaczka komunistyczna, polityk, poseł na Sejm RP (zm. 1994)
  - Wiktor Ostrowski, polski podróżnik, fotografik, taternik, alpinista (zm. 1992)
- 1906 – Kazimierz Zielenkiewicz, polski malarz (zm. 1988)
- 1907 – Jack Albertson, amerykański aktor, komik, śpiewak, tancerz (zm. 1981)
- 1909:
  - Michaił Mołodienski, rosyjski geofizyk, geodeta (zm. 1991)
  - Werner Naumann, niemiecki dziennikarz, działacz nazistowski (zm. 1982)
  - Sidney Salkow, amerykański reżyser filmowy (zm. 2000)[14]
- 1910:
  - Adolf Mariano, hiszpański zakonnik, męczennik, błogosławiony (zm. 1936)
  - Ilona Massey, amerykańska aktorka pochodzenia węgierskiego (zm. 1974)
- 1911 – Bobby Ancell, szkocki piłkarz, trener (zm. 1987)
- 1912:
  - John Peel, brytyjski polityk, dyplomata (zm. 2004)
  - Willibald Schmaus, austriacki piłkarz (zm. 1979)
- 1914 – Louis Gabrillargues, francuski piłkarz, trener (zm. 1994)
- 1915:
  - Lucy Dawidowicz, amerykańska historyk pochodzenia żydowskiego (zm. 1990)
  - Mariano Rumor, włoski polityk, premier Włoch (zm. 1990)
  - John Tukey, amerykański statystyk i matematyk (zm. 2000)
- 1916 – Hank Luisetti, amerykański koszykarz, trener (zm. 2002)
- 1917:
  - Fiodor Djaczenko, radziecki major, snajper (zm. 1995)
  - Fedon Gizikis, grecki wojskowy, polityk, prezydent Grecji (zm. 1999)
  - Katharine Graham, amerykańska wydawczyni prasowa (zm. 2001)
  - Aurelio Lampredi, włoski inżynier samochodowy i lotniczy (zm. 1989)
  - Irving Penn, amerykański fotograf (zm. 2009)
  - Lester Steers, amerykański lekkoatleta, skoczek wzwyż (zm. 2003)
- 1919 – Anna Wimschneider, niemiecka pisarka (zm. 1993)
- 1920:
  - John Howard Griffin, amerykański pisarz, reporter, fotograf, działacz na rzecz zniesienia segregacji rasowej (zm. 1980)
  - Hemanta Kumar, indyjski piosenkarz, kompozytor i producent muzyczny (zm. 1989)
  - José López Portillo, meksykański polityk, prezydent Meksyku (zm. 2004)
  - Ewa Wilczur-Garztecka, polska krytyk i promotor sztuki, uczestniczka powstania warszawskiego (zm. 2007)
- 1922:
  - Wayne Mixson, amerykański polityk, wicegubernator i gubernator Florydy (zm. 2020)
  - Zdzisław Mordarski, polski piłkarz (zm. 1991)
  - Rinus Terlouw, holenderski piłkarz (zm. 1992)
  - Maria Wnęk, polska malarka prymitywistka (zm. 2005)
- 1923:
  - Henryk Czyż, polski kompozytor, dyrygent, pedagog, pisarz (zm. 2003)
  - Ron Flockhart, brytyjski kierowca wyścigowy (zm. 1955)
  - Czesław Żołędowski, polski sierżant podchorąży, żołnierz AK, uczestnik powstania warszawskiego (zm. 1944)
- 1924:
  - Faith Domergue, amerykańska aktorka (zm. 1999)
  - Adam Hanuszkiewicz, polski aktor, reżyser teatralny (zm. 2011)
  - Idries Shah, brytyjsko-afgański pisarz, nauczyciel sufizmu (zm. 1996)
  - Lucky Thompson, amerykański saksofonista jazzowy, kompozytor (zm. 2005)
- 1925:
  - Sven Agge, szwedzki biathlonista (zm. 2004)
  - Lucia Dlugoszewski, amerykańska poetka, kompozytorka pochodzenia polskiego (zm. 2000)
  - Jean d’Ormesson, francuski pisarz (zm. 2017)
  - Małgorzata Grabowska-Stradecka, polska malarka (zm. 2021)
  - Otto Muehl, austriacki malarz (zm. 2013)
  - Nerio Nesi, włoski prawnik, bankowiec, polityk, minister robót publicznych (zm. 2024)
- 1926:
  - Edmund Potrzebowski, polski lekkoatleta, średniodystansowiec, trener (zm. 2012)
  - Efraín Ríos Montt, gwatemalski wojskowy, polityk, prezydent Gwatemali (zm. 2018)
- 1927:
  - Ja’akow Chodorow, izraelski piłkarz, bramkarz (zm. 2006)
  - Charles Jarrott, brytyjski reżyser filmowy (zm. 2011)
- 1928:
  - Annie Cordy, belgijska aktorka, piosenkarka, tancerka (zm. 2020)
  - John Cuneo, australijski żeglarz sportowy (zm. 2020)
  - Dagmar Rom, austriacka narciarka alpejska (zm. 2022)
  - Ernst Stankovski, austriacki aktor (zm. 2022)
  - Stefan Suberlak, polski artysta plastyk (zm. 1994)[15]
- 1929:
  - Sabah Al-Ahmad Al-Jaber Al-Sabah, kuwejcki polityk, premier i emir Kuwejtu (zm. 2020)
  - Jewgienij Murawjow, radziecki polityk (zm. 1998)
- 1930:
  - Otia Ioseliani, gruziński pisarz (zm. 2011)
  - David Konstant, brytyjski duchowny katolicki, biskup Leeds (zm. 2016)
  - Vilmos Zsigmond, węgierski operator filmowy (zm. 2016)
- 1931:
  - Jerzy Desselberger, polski ornitolog, artysta plastyk, projektant znaczków pocztowych (zm. 2013)
  - István Eörsi, węgierski filolog angielski, poeta, prozaik, dramaturg pochodzenia żydowskiego (zm. 2005)
  - Ryszard Kraśko, polski pisarz, dziennikarz (zm. 1980)
  - Andrzej Ostoja-Owsiany, polski pisarz, polityk, poseł na Sejm i senator RP (zm. 2008)
  - Ivo Petrić, słoweński kompozytor (zm. 2018)
  - Pablo Puente Buces, hiszpański duchowny katolicki, arcybiskup, nuncjusz apostolski (zm. 2022)
  - Andrzej Rakowski, polski muzykolog, akustyk, pedagog (zm. 2018)
  - Robert Freeman Smith, amerykański polityk (zm. 2020)
  - John Shelby Spong, amerykański duchowny anglikański, biskup Newark (zm. 2021)
  - Robert Stando, polski reżyser i scenarzysta filmów dokumentalnych (zm. 2022)
- 1932:
  - Elden Curtiss, amerykański duchowny katolicki, arcybiskup Omaha
  - Henryk Król, polski ekonomista, wykładowca akademicki (zm. 2014)
- 1933:
  - Wiesława Kwaśniewska, polska aktorka
  - Konstantin Łoktiew, rosyjski hokeista, trener (zm. 1996)
- 1934:
  - Eileen Atkins, brytyjska aktorka
  - Bill Cobbs, amerykański aktor (zm. 2024)
  - Ryszard Drozd, polski szachista (zm. 2012)
  - Jane Henson, amerykańska lalkarka (zm. 2013)
  - William Sharpe, amerykański ekonomista, wykładowca akademicki, laureat Nagrody Banku Szwecji im. Alfreda Nobla w dziedzinie ekonomii
- 1935 – Edmund Paziewski, polski lekkoatleta, chodziarz (zm. 2010)
- 1936:
  - Zygmunt Brachmański, polski rzeźbiarz, medalier (zm. 2024)
  - Fred Karlin, amerykański kompozytor muzyki filmowej (zm. 2004)
  - Bruno Kosak, polski nauczyciel, działacz mniejszości niemieckiej, polityk, poseł na Sejm RP (zm. 2019)
  - Janusz Mielczarek, polski fotograf (zm. 2025)
  - Anthony Okogie, nigeryjski duchowny katolicki, arcybiskup Lagos, kardynał
  - Juhani Peltonen, fiński piłkarz
- 1937:
  - Heiko Braak, niemiecki anatom, patolog
  - Robert Olivo, amerykański aktor (zm. 1989)
  - Erich Segal, amerykański pisarz, scenarzysta filmowy, naukowiec pochodzenia żydowskiego (zm. 2010)
  - Symeon II, ostatni car i premier Bułgarii, prawnik, politolog
- 1938:
  - Seweryn Jurgielaniec, polski lekarz, polityk, poseł na Sejm RP (zm. 2012)
  - Torgny Lindgren, szwedzki pisarz (zm. 2017)
  - Joyce Carol Oates, amerykańska pisarka
  - Władysław Święs, polski bankowiec, polityk, poseł na Sejm RP
  - Carlo Tognoli, włoski chemik, samorządowiec, polityk, burmistrz Mediolanu, eurodeputowany (zm. 2021)
- 1939:
  - Richard Spendlove, brytyjski kolejarz, dziennikarz radiowy, satyryk, scenarzysta komediowy
  - Rico Steinemann, szwajcarski kierowca wyścigowy (zm. 2003)
- 1940:
  - Māris Čaklais, łotewski poeta (zm. 2003)
  - Carole Ann Ford, brytyjska aktorka
  - Neil Goldschmidt, amerykański prawnik, polityk, sekretarz transportu pochodzenia żydowskiego (zm. 2024)
  - Otacílio Gonçalves da Silva Junior, brazylijski trener piłkarski
  - Irena Górka-Szaflik, polska koszykarka (zm. 2014)
  - Cécile Morisson, francuska historyk, bizantynolog
  - Taylor Wang, amerykański naukowiec, astronauta pochodzenia chińskiego
- 1941 – Tõnu Õim, estoński szachista
- 1942:
  - Giacomo Agostini, włoski motocyklista wyścigowy
  - Pilar Ayuso González, hiszpańska polityk
  - Walter Schwimmer, austriacki prawnik, dyplomata, polityk, sekretarz generalny Rady Europy (zm. 2025)
- 1943:
  - Janina Borońska, polska aktorka
  - Marek Garbala, polski poeta, krytyk literacki (zm. 2003)
  - Jan Sulewski, polski żużlowiec (zm. 2022)
  - Joan Van Ark, amerykańska aktorka
- 1944:
  - Nicholas DiMarzio, amerykański duchowny katolicki pochodzenia włoskiego, biskup Brooklynu
  - Annie Famose, francuska narciarka alpejska
- 1945:
  - Ivan Lins, brazylijski muzyk, piosenkarz
  - John Dawson, amerykański wokalista, gitarzysta, kompozytor, członek zespołu Grateful Dead (zm. 2009)
  - Zinowij Zinik, rosyjski pisarz, krytyk literacki
- 1946:
  - Rick Adelman, amerykański koszykarz, trener
  - Władimir Astapowski, rosyjski piłkarz (zm. 2012)
  - John Astor, brytyjski arystokrata, przedsiębiorca, polityk
  - Benedykt Daswa, południowoafrykański nauczyciel, męczennik, błogosławiony (zm. 1990)
  - Gérard Grisey, francuski kompozytor (zm. 1998)
  - Tom Harrell, amerykański trębacz i kompozytor jazzowy
  - Neil MacGregor, brytyjski historyk sztuki
  - Cornel Penu, rumuński piłkarz ręczny
  - Andrzej Piotrowski, polski lekarz, polityk, poseł na Sejm RP (zm. 2014)
  - Jodi Rell, amerykańska polityk, gubernator stanu Connecticut (zm. 2024)
- 1947:
  - Jacinto Furtado de Brito Sobrinho, brazylijski duchowny katolicki, arcybiskup Teresiny
  - Günther Kaufmann, niemiecki aktor (zm. 2012)
  - Mirosław Ławrynowicz, polski skrzypek (zm. 2005)
  - Małgorzata Niemirska, polska aktorka
  - Tadeusz Szczepański, polski historyk filmu, krytyk filmowy, tłumacz, wykładowca akademicki
- 1948:
  - Krzysztof Dzierżawski, polski inżynier, ekonomista, przedsiębiorca (zm. 2004)
  - Ilona Kuśmierska, polska aktorka, reżyserka dubbingowa (zm. 2022)
  - Mildrette Netter, amerykańska lekkoatletka, sprinterka
- 1949:
  - Bogusław Kokotek, polski duchowny ewangelicki, dziennikarz, publicysta, działacz społeczny i ekumeniczny (zm. 2016)
  - Paulo César Lima, brazylijski piłkarz
  - Ralph Mann, amerykański biochemik, lekkoatleta, płotkarz (zm. 2025)
- 1950:
  - Paweł Anweiler, polski duchowny ewangelicki, biskup cieszyński
  - Kale Browne, amerykański aktor
  - Feliks Góralczyk, polski hokeista (zm. 1980)
  - Julio Losada, urugwajski piłkarz
  - Jose Corazon Tala-oc, filipiński duchowny katolicki, biskup Kalibo
- 1951:
  - Charlie Dominici, amerykański muzyk, wokalista, członek zespołu Dream Theater (zm. 2023)
  - Roberto Durán, panamski bokser
  - Jan Knapik, polski samorządowiec, polityk, poseł na Sejm RP (zm. 2012)
  - Purnomo Yusgiantoro, indonezyjski inżynier, polityk
- 1952:
  - Jerry Hadley, amerykański śpiewak operowy (tenor) (zm. 2007)
  - Siarhiej Kalakin, białoruski inżynier, politolog, polityk (zm. 2024)
  - Anna Kutera, polska artystka multimedialna
  - Władysława Majerczyk, polska biegaczka narciarska
  - Agata Niewiarowska, polska romanistka, menedżerka
  - Jorgos Papandreu, grecki polityk, premier Grecji
  - Anna Pietrzak, polska piosenkarka
  - Al Skinner, amerykański koszykarz, trener
  - Aleksandr Zajcew, rosyjski łyżwiarz figurowy
- 1953:
  - Witold Gadomski, polski dziennikarz, publicysta
  - Ko Yŏng Hŭi, północnokoreańska tancerka (zm. 2004)
  - Valerie Mahaffey, amerykańska aktorka (zm. 2025)
  - Ian Mosley, brytyjski perkusista, członek zespołu Marillion
  - Calogero Peri, włoski duchowny katolicki, biskup Caltagirone
- 1954:
  - Marek Baraniecki, polski pisarz science fiction
  - Peter Grzybowski, polski artysta multimedialny, performer, malarz (zm. 2013)
  - Andrzej Malinowski, polski generał dywizji (zm. 2021)
  - Matthew Saad Muhammad, amerykański bokser (zm. 2014)
  - Nasser Nouraei, irański piłkarz
  - Marian Piłka, polski polityk, poseł na Sejm RP
  - Paweł Radziński, polski skrzypek, pedagog
  - Luis Romero Fernández, hiszpański duchowny katolicki, biskup pomocniczy Rockville Centre
- 1955:
  - Anatolij Czubajs, rosyjski polityk, przedsiębiorca
  - Grzegorz Długi, polski prawnik, poseł na Sejm RP
  - Grete Faremo, norweska prawnik, polityk
  - Tree Rollins, amerykański koszykarz
  - Giuliana Salce, włoska lekkoatletka, chodziarka
- 1956:
  - Danuta Cały, polska lekkoatletka, wieloboistka
  - Gianni De Biasi, włoski piłkarz, trener
- 1957:
  - Ian Buchanan, szkocki aktor
  - Mesrob II Mutafian, ormiański patriarcha Konstantynopola (zm. 2019)
  - Adri van Tiggelen, holenderski piłkarz, trener
  - Wasyl Wowkun, ukraiński aktor, polityk
- 1958:
  - Gordana Čomić, serbska fizyk, wykładowczyni akademicka, polityk
  - Darrell Griffith, amerykański koszykarz
  - Władimir Modosian, ormiański zapaśnik
  - Chris Okotie, nigeryjski pastor, teleewangelista
  - Ulrike Tauber, niemiecka pływaczka
- 1959:
  - James Ferguson, amerykański antropolog (zm. 2025)
  - Abraham Løkin Hansen, farerski piłkarz
  - James Brian Hellwig, amerykański wrestler, kulturysta (zm. 2014)
  - Hagen Melzer, niemiecki lekkoatleta, długodystansowiec
- 1960:
  - Adair José Guimarães, brazylijski duchowny katolicki, biskup Rubiataby-Mozarlândii
  - Jurij Horiaczew, ukraiński piłkarz
  - Michaił Mikow, bułgarski prawnik, polityk
- 1961:
  - Marjolein Bolhuis-Eijsvogel, holenderska hokeistka na trawie
  - Jeremy Doncaster, brytyjski żużlowiec
  - Petru Iosub, rumuński wioślarz
  - Ireneusz Jeż, polski muzyk, wokalista, kompozytor, autor tekstów, lider zespołu Defekt Muzgó, prawnik, polityk
  - Víctor René Mendieta, panamski piłkarz, trener
  - Nelson Perez, amerykański duchowny katolicki, arcybiskup metropolita Filadelfii pochodzenia kubańskiego
  - Mirosław Śledź, polski malarz
  - Machar Wazijew, rosyjski artysta baletowy
- 1962:
  - Femi Kuti, nigeryjski muzyk, wykonawca muzyki afrobeat i jazzu, założyciel zespołu Positive Force
  - Zdzisław Pietrzykowski, polski piłkarz, trener
  - Arnold Vosloo, południowoafrykańsko-amerykański aktor
- 1963:
  - Rocco Pennacchio, włoski duchowny katolicki, arcybiskup Fermo
  - Alina Sionkowska, polska chemik, wykładowczyni akademicka
- 1964:
  - Pedro Cunha Cruz, brazylijski duchowny katolicki, biskup Campanha
  - João Gomes Cravinho, portugalski dyplomata, polityk
  - Michael Lusch, niemiecki piłkarz
  - Michael Metz, niemiecki hokeista na trawie
  - Hennadij Perepadenko, ukraiński piłkarz, trener
  - Iva Ritschélova, czeska ekonomistka, wykładowczyni akademicka, urzędniczka państwowa (zm. 2017)
- 1965:
  - Jurij Chanon, rosyjski kompozytor, pianista
  - Andrea Ghez, amerykańska astronom, wykładowczyni akademicka
  - Agata Kwiatkowska-Lubańska, polska projektantka wzornictwa przemysłowego, profesor sztuk plastycznych
  - Mike Lynch, brytyjski przedsiębiorca (zm. 2024)
- 1966:
  - Randy Barnes, amerykański lekkoatleta, kulomiot
  - Julija Łatynina, rosyjska dziennikarka, pisarka
  - Jolanta Łukaszewicz, polska kajakarka
  - Adrienne Shelly, amerykańska aktorka, reżyserka filmowa (zm. 2006)
  - Jan Železný, czeski lekkoatleta, oszczepnik, trener
- 1967:
  - Jürgen Klopp, niemiecki piłkarz, trener
  - Jolanta Marzec, polska lekkoatletka, sprinterka
  - Bruno Putzulu, francuski aktor
  - Jenny Shimizu, amerykańska modelka, aktorka pochodzenia japońskiego
  - Daniel Zelman, amerykański aktor, scenarzysta i producent filmowy
- 1968:
  - Olga Bolșova, mołdawska lekkoatletka, skoczkini wzwyż i trójskoczkini
  - Tahar El Khalej, marokański piłkarz
  - Torben Frank, duński piłkarz
  - Niclas Grönholm, fiński piłkarz, trener
  - James Patrick Stuart, amerykański aktor
- 1969:
  - Bénabar, francuski piosenkarz
  - Anette Fanqvist, szwedzka biegaczka narciarska
  - Agnieszka Maria Stefańska, polska poetka, pisarka, tłumaczka literatury włoskiej
  - Maciej Wilewski, polski aktor
  - Adam Wolański, polski piłkarz ręczny, bramkarz
- 1970:
  - Marcin Ciurapiński, polski muzyk, członek zespołu Big Day
  - Clifton Collins Jr., amerykański aktor, producent filmowy
  - Dżabraił Jamadajew, rosyjski podporucznik (zm. 2003)
  - Cobi Jones, amerykański piłkarz, trener
  - Andre Kona N’Gole, kongijski piłkarz
  - Fabio Maj, włoski biegacz narciarski
  - Phil Mickelson, amerykański golfista
  - Jaime Oncins, brazylijski tenisista
- 1971:
  - Askar Abildajew, kazachski piłkarz
  - Imtiaz Ali, indyjski pisarz, aktor, reżyser i scenarzysta filmowy
  - Evelyn Großmann, niemiecka łyżwiarka figurowa
  - Christian Mayerhöfer, niemiecki hokeista na trawie
  - Tupac Shakur, amerykański raper, muzyk, aktor (zm. 1996)
- 1972:
  - Ołena Antonowa, ukraińska lekkoatletka, dyskobolka
  - John Cho, amerykański aktor
  - Simon Coveney, irlandzki polityk, eurodeputowany i wicepremier
  - Bo Hansen, duński piłkarz
  - Andrzej Stefanek, polski pięcioboista nowoczesny
- 1973:
  - Tetsuya Ishida, japoński malarz (zm. 2005)
  - Nikos Machlas, grecki piłkarz
  - Federica Mogherini, włoska politolog, polityk
  - Sandra Pires, brazylijska siatkarka plażowa
  - Jaromir Trafankowski, polski śpiewak operowy (baryton)
- 1974:
  - David Fizdale, amerykański koszykarz, trener
  - Marcin Horbacz, polski pięcioboista nowoczesny
  - Gilles Jaquet, szwajcarski snowboardzista
- 1975:
  - Jorge Buxadé, kataloński i hiszpański prawnik, polityk, eurodeputowany
  - Anthony Carter, amerykański koszykarz
  - Brigt Rykkje, holenderski łyżwiarz szybki pochodzenia norweskiego
  - Åsa Svensson, szwedzka tenisistka
  - Elżbieta Wiśniowska, polska prawnik, historyk filozofii, polityk, poseł na Sejm RP
- 1976:
  - Giovanni Hernández, kolumbijski piłkarz
  - Tom Lenk, amerykański aktor
  - Michał Paszczyk, polski aktor
  - Marija Strielenko, rosyjska biathlonistka (zm. 2011)
- 1977:
  - Aldona Kmieć, polsko-australijska fotograf, eseistka
  - Iker Martínez, hiszpański żeglarz sportowy
  - Dimitri Minakakis, amerykański wokalista, autor tekstów, członek zespołu The Dillinger Escape Plan
  - Tomasz Wawrzkiewicz, polski hokeista, bramkarz
- 1978:
  - Daniel Brühl, niemiecko-hiszpański aktor
  - Almami Moreira, piłkarz z Gwinei Bissau
  - Vít Rakušan, czeski nauczyciel, polityk
  - Wang Peng, chiński piłkarz
  - Michał Zaborski, polski altowiolista, kompozytor
- 1979:
  - Fabian Boll, niemiecki piłkarz
  - Dana DeArmond, amerykańska aktorka pornograficzna
  - Ari Hest, amerykański piosenkarz, kompozytor, autor tekstów
  - Eduard Iordănescu, rumuński piłkarz, trener
  - Emmanuel Moire, francuski piosenkarz, kompozytor, autor tekstów, aktor
  - Natalija Trafimawa, białoruska koszykarka
- 1980:
  - Radosław Brzózka, polski dziennikarz i prezenter telewizyjny
  - Brad Gushue, kanadyjski curler
  - Henri Häkkinen, fiński strzelec sportowy
  - Sibel Kekilli, niemiecka aktorka
  - Oliver Marach, austriacki tenisista
  - Daré Nibombé, togijski piłkarz
  - Jason Smith, amerykański polityk
  - Martin Stranzl, austriacki piłkarz
  - Nevriye Yılmaz, turecka koszykarka
- 1981:
  - Benjamin Becker, niemiecki tenisista
  - Julio García, peruwiański piłkarz
  - Piotr Olszówka, polski samorządowiec, polityk, poseł na Sejm RP
  - Alina Pilhun-Machniewa, białoruska wioślarka
  - Sébastien Roudet, francuski piłkarz
  - Richard Skog, norweski strongman
  - Arjan Stroetinga, holenderski łyżwiarz szybki
  - Robert Tomaszek, polski koszykarz
  - Miguel Villalta, peruwiański piłkarz
- 1982:
  - May Andersen, duńska modelka
  - Missy Peregrym, kanadyjska aktorka, modelka
  - Albert Rocas, hiszpański piłkarz ręczny
  - Aureliano Torres, paragwajski piłkarz
  - Łukasz Załuska, polski piłkarz, bramkarz
  - Mirosława Żak, polska aktorka
- 1983:
  - Modżtaba Dżabbari, irański piłkarz
  - Bartłomiej Jaszka, polski piłkarz ręczny
  - Paweł Tomaszewski, polski aktor
- 1984:
  - Christian Dünnes, niemiecki siatkarz
  - Wissam El Bekri, tunezyjski piłkarz
  - Eric Komeng, papuaski piłkarz
  - Rick Nash, kanadyjski hokeista
  - Marco Soares, kabowerdyjski piłkarz
  - Steven Whittaker, szkocki piłkarz
- 1985:
  - Alessandro Ciompi, włoski kierowca wyścigowy
  - Joël Dicker, szwajcarski pisarz francuskojęzyczny
  - Craig Morgan, walijski piłkarz
  - Francis N’Ganga, kongijski piłkarz
  - Jamal Laabidi, marokański piłkarz
- 1986:
  - Daniel Böhm, niemiecki biathlonista
  - Chems Dahmani, francuski aktor pochodzenia algierskiego
  - Rafael Hettsheimeir, brazylijski koszykarz
  - Christoph Lenz, austriacki skoczek narciarski
  - Fernando Muslera, urugwajski piłkarz, bramkarz
  - Nikita Nikitin, rosyjski hokeista
  - Simone Parodi, włoski siatkarz
- 1987:
  - Kelly Blatz, amerykański aktor, piosenkarz
  - Fabien Causeur, francuski koszykarz
  - Abby Elliott, amerykańska aktorka, komik
  - Chantelle Handy, brytyjska koszykarka
  - Lena Müller, niemiecka wioślarka
  - Denys Olijnyk, ukraiński piłkarz
  - Antonio Radić, chorwacki szachista, youtuber
  - Tobias Wendl, niemiecki saneczkarz
- 1988:
  - Tarık Langat Akdağ, turecki lekkoatleta, długodystansowiec pochodzenia kenijskiego
  - Banks, amerykańska wokalistka i autorka tekstów piosenek
  - Marit Bouwmeester, holenderska żeglarka sportowa
  - Yannick Fonsat, francuski lekkoatleta, sprinter
  - Green, polski raper
  - Anna Korzeniak, polska tenisistka
  - Dominika Makowska, polska siatkarka
  - Zachary Pangelinan, guamski piłkarz i amerykański rugbysta
- 1989:
  - Odion Ighalo, nigeryjski piłkarz
  - Xuso Jones, hiszpański piosenkarz, autor piosenek
  - Yūichi Maruyama, japoński piłkarz
- 1990:
  - Jani Lajunen, fiński hokeista
  - John Newman, brytyjski piosenkarz
  - Anastasija Piwowarowa, rosyjska tenisistka
  - Sanna Solberg, norweska piłkarka ręczna
  - Silje Solberg, norweska piłkarka ręczna, bramkarka
- 1991:
  - Angelika Bulbak, polska siatkarka
  - Caroline Jarmoc, kanadyjska siatkarka
  - Rasuł Kalijew, kazachski zapaśnik
  - Joe McElderry, brytyjski piosenkarz
  - Nemanja Nedović, serbski koszykarz
  - José Peleteiro, hiszpański piłkarz
- 1992:
  - Damian Kądzior, polski piłkarz
  - Władimir Morozow, rosyjski pływak
  - Allison Ragan, amerykańska zapaśniczka
  - Matthias Zimmermann, niemiecki piłkarz
- 1993:
  - Artur Janosz, polski kierowca wyścigowy
  - Liu Binbin, chiński piłkarz
  - Ołeksij Łeń, ukraiński koszykarz
  - Guillem Vives, hiszpański koszykarz
  - Andrew White, amerykański koszykarz
- 1994:
  - Vincent De Haître, kanadyjski łyżwiarz szybki
  - Caitlyn Taylor Love, amerykańska aktorka
  - Dušan Mandić, serbski piłkarz wodny
  - Rezar, albański wrestler, zawodnik MMA
  - Paweł Weichhold, polski szachista
- 1995:
  - Ismail H’Maidat, marokański piłkarz
  - Siergiej Jemielin, rosyjski zapaśnik
  - Joseph Schooling, singapurski pływak
  - Damian Szymański, polski piłkarz
  - Hannes Wagner, niemiecki zapaśnik
  - Sydney Wiese, amerykańska koszykarka
- 1996:
  - Nils Alphand, francuski narciarz alpejski
  - Janina Hettich, niemiecka biathlonistka
- 1997:
  - Jean-Kévin Augustin, francuski piłkarz pochodzenia haitańskiego
  - Artiom Dołgopiat, izraelski gimnastyk
  - Paulina Dudek, polska piłkarka
  - Katharina Gallhuber, austriacka narciarka alpejska
- 1998:
  - Akeem Chambers, jamajski piłkarz
  - Ritsu Dōan, japoński piłkarz
  - Ksienija Kabłukowa, rosyjska skoczkini narciarska
  - Julia Niemojewska, polska koszykarka
  - Karman Thandi, indyjska tenisistka
- 1999:
  - Jekatierina Dynnik, rosyjska pięściarka
  - Maksim Siergiejew, rosyjski skoczek narciarski
- 2000:
  - Bianca Andreescu, kanadyjska tenisistka pochodzenia rumuńskiego
  - Adłan Askarow, kazachski zapaśnik
  - C.J. Elleby, amerykański koszykarz
  - Hachem Sellami, tunezyjski judoka
  - Tay-K, amerykański raper, autor tekstów, morderca
- 2001 – Victor Martins, francuski kierowca wyścigowy
- 2002:
  - Ismaël Koné, kanadyjski piłkarz pochodzenia iworyjskiego
  - Louis Munteanu, rumuński piłkarz
  - Jeremy Sarmiento, ekwadorski piłkarz
- 2003:
  - Anna Cathcart, kanadyjska aktorka
  - Paul Jenft, francuski wspinacz sportowy
- 2004:
  - Jahkeele Marshall-Rutty, kanadyjski piłkarz pochodzenia jamajskiego
  - Bartosz Rachwalski, polski koszykarz
- 2005:
  - Milton Delgado, argentyński piłkarz
  - Kacper Rocki, polski hokeista
- 2007 – Billy Barratt, brytyjski aktor

## Zmarli
- 839 – Rorgon I, hrabia Rennes i Maine (ur. ?)
- 956 – Hugo Wielki, książę Burgundii (ur. 898)
- 1017 – Judyta z Bretanii, księżna Normandii (ur. 982)
- 1106 – Benon z Miśni, niemiecki duchowny katolicki, biskup, święty (ur. ok. 1010)
- 1185 – Ryksa, księżniczka śląska, cesarzowa hiszpańska (ur. ?)
- 1246 – Lutgarda, flamandzka zakonnica, wizjonerka, mistyczka, święta (ur. 1182)
- 1381 – Siemowit III, książę mazowiecki (ur. ok. 1320)
- 1468 – Jean Le Fèvre de Saint-Remy, francuski historyk, kronikarz (ur. ok. 1395)[16]
- 1478 – Przemek II, książę opawski (ur. 1423–25)
- 1537 – Thomas Reding, angielski brat świecki z zakonu kartuzów, męczennik (ur. ?)
- 1555 – Jan VII Horneburg, niemiecki duchowny katolicki, biskup lubuski (ur. ?)
- 1578 – Jan Podkowa, kozacki watażka, samozwańczy hospodar mołdawski (ur. ?)
- 1620 – Carlo Saraceni, włoski malarz (ur. 1579)
- 1626 – Chrystian Brunszwicki, książę Brunszwiku-Lüneburga, administrator diecezji Halberstadt, dowódca wojskowy (ur. 1599)
- 1663 – Johann Dürr, niemiecki miedziorytnik (ur. ok. 1600)
- 1666 – Richard Fanshawe, angielski poeta, tłumacz, dyplomata (ur. 1608)
- 1671 – Stieńka Razin, doński kozak, przywódca powstania antycarskiego (ur. ok. 1630)
- 1712 – Jan Adam I, książę Liechtensteinu (ur. 1662)
- 1722 – John Churchill, brytyjski arystokrata, dowódca wojskowy (ur. 1650)
- 1742 – Ludwika Elżbieta Orleańska, królowa Hiszpanii (ur. 1709)
- 1743 – Ludwika Franciszka Burbon, francuska arystokratka (ur. 1673)
- 1752 – Joseph Butler, brytyjski duchowny anglikański, biskup, teolog, filozof (ur. 1692)
- 1777 – Jean-Baptiste Gresset, francuski poeta, dramaturg (ur. 1709)[17][18]
- 1787 – Michał Kurella, polski pastor protestancki, przyrodnik, pszczelarz (ur. 1722)
- 1796 – Karol Krystian Wettyn, królewicz polski, książę saski, książę Kurlandii i Semigalii (ur. 1733)
- 1804 – Johann Adam Hiller, niemiecki kompozytor (ur. 1728)
- 1808 – Georg Wenzel Ritter, niemiecki kompozytor, fagocista (ur. 1748)
- 1810 – Joseph Friedrich August Darbes, niemiecki malarz (ur. 1747)
- 1815 – Fryderyk Wilhelm, książę Brunszwiku (ur. 1771)
- 1816 – Gustav Gottlob von Wrochem, niemiecki arystokrata, polityk (ur. 1768)
- 1818:
  - Daniel Smith, amerykański geodeta, wojskowy, polityk (ur. 1748)
  - Ferdinand von Wintzingerode, niemiecki arystokrata, wojskowy (ur. 1770)
- 1827 – Thaddäus Anton Dereser, niemiecki karmelita, teolog (ur. 1757)
- 1831 – Joseph Ignaz Schnabel, niemiecki kompozytor, organista, skrzypek, pedagog (ur. 1767)
- 1837 – Valentino Fioravanti, włoski kompozytor (ur. 1764)
- 1840 – Joseph Kreuzer, niemiecki kompozytor, skrzypek, gitarzysta, kapelmistrz (ur. 1790)[19]
- 1848 – Ludwik II, wielki książę Hesji-Darmstadt (ur. 1777)
- 1855 – Stanisław Kostka Rosołkiewicz, polski duchowny katolicki (ur. 1775)
- 1858 – John Snow, brytyjski lekarz (ur. 1813)
- 1862:
  - Dominik Nguyên, wietnamski męczennik i święty katolicki (ur. ok. 1802)
  - Dominik Nguyễn Đức Mạo, wietnamski męczennik i święty katolicki (ur. ok. 1818)
  - Dominik Nhi, wietnamski męczennik i święty katolicki (ur. ok. 1812)
  - Andrzej Tường i wietnamski męczennik, święty katolicki (ur. ok. 1812)
  - Wincenty Tường, wietnamski męczennik, święty katolicki (ur. ok. 1814)
- 1863 – Ludwig Förster, austriacki architekt pochodzenia niemieckiego (ur. 1797)
- 1869:
  - Konstanty Ireneusz Łubieński, polski duchowny katolicki, biskup sejneński (ur. 1825)
  - Edward Stanley, brytyjski arystokrata, polityk (ur. 1802)
  - Charles Sturt, brytyjski wojskowy, polityk (ur. 1795)
  - Bronisław Ferdynand Trentowski, polski filozof, pedagog, wolnomularz (ur. 1808)
- 1871 – Ján Kalinčiak, słowacki prozaik, poeta (ur. 1822)
- 1872 – Wacław Ritschel, polski architekt pochodzenia czeskiego (ur. 1794)
- 1873 – Moritz Heinrich Romberg, niemiecki neurolog (ur. 1795)
- 1876 – Todor Kableszkow, bułgarski działacz niepodległościowy, jeden z przywódców powstania kwietniowego (ur. 1851)
- 1881 – Marie Laveau, amerykańska kapłanka voodoo (ur. ok. 1794)
- 1887 – José Rufino Echenique, peruwiański polityk, prezydent Peru (ur. 1808)[20][21]
- 1888 – Maria Teresa Scherer, szwajcarska zakonnica, błogosławiona (ur. 1825)
- 1897 – Antonina Hoffmann, polska aktorka (ur. 1842)
- 1899 – Guillaume-Marie-Romain Sourrieu, francuski duchowny katolicki, arcybiskup Rouen, kardynał (ur. 1825)
- 1900 – Franciszek Orleański, książę Joinville (ur. 1818)[22]
- 1901 – Herman Grimm, niemiecki historyk sztuki, pisarz (ur. 1828)
- 1902 – Ernst Schröder, niemiecki matematyk, wykładowca akademicki (ur. 1841)
- 1904 – Eugen Schauman, fiński nacjonalista, zamachowiec (ur. 1875)
- 1906 – Jan Trepnau, polski duchowny katolicki, biskup pomocniczy chełmiński (ur. 1835)
- 1909 – Filip Fruchtman, polski prawnik, adwokat, polityk pochodzenia żydowskiego (ur. ?)
- 1915:
  - Tadeusz Farny, polski plutonowy (ur. 1895)
  - Jan Rotwand, polski podporucznik piechoty (ur. 1888)
- 1916 – Giovanni Grion, włoski podporucznik (ur. 1890)
- 1917 – Karol Dunin, polski prawnik, adwokat, publicysta, pedagog (ur. 1850)
- 1919 – Fernando Figueroa, salwadorski generał, polityk, prezydent Salwadoru (ur. 1849)
- 1920 – Edmund Korczak-Świerzyński, polski podporucznik piechoty (ur. 1899)
- 1921 – Stanisław Karpowicz, polski pedagog (ur. 1864)
- 1922 – Emil Sioli, niemiecki psychiatra, wykładowca akademicki (ur. 1852)
- 1924 – Władysław Rajnold Korotyński, polski literat, dziennikarz (ur. 1866)
- 1925:
  - Dante Baranowski, polski aktor, skrzypek, poeta (ur. 1882)
  - Chittaranjan Das, bengalski polityk nacjonalistyczny (ur. 1870)
- 1928 – Edward Woyniłłowicz, polsko-białoruski działacz społeczny i gospodarczy, Sługa Boży (ur. 1847)
- 1929:
  - Vernon Louis Parrington, amerykański historyk literatury i myśli społecznej (ur. 1871)
  - Ferdinand Schulz, niemiecki konstruktor lotniczy, pilot, szybownik (ur. 1892)
  - Oldfield Thomas, brytyjski zoolog, muzealnik (ur. 1858)
- 1930:
  - Izrael Eiger, polski rabin (ur. ?)
  - Fedor Sommer, śląski pisarz, nauczyciel, wizytator szkolny (ur. 1864)
  - Elmer Ambrose Sperry, amerykański przedsiębiorca, wynalazca (ur. 1860)
  - Harvey Washington Wiley, amerykański chemik, wykładowca akademicki (ur. 1844)
- 1932 – Frederik van Eeden, holenderski psychiatra, pisarz (ur. 1860)
- 1933 – Chaim Arlosoroff, żydowski ekonomista, polityk (ur. 1899)
- 1936 – Lorenzo Mangiante, włoski gimnastyk (ur. 1891)
- 1937 – Alaksandr Czarwiakou, białoruski polityk komunistyczny (ur. 1892)
- 1938:
  - Gieorgij Błagonrawow, radziecki polityk (ur. 1895)
  - Michał Jastrzębski, polski duchowny ewangelicko-reformowany, superintendent Jednoty Wileńskiej (ur. 1859)
- 1939 – Ignacy Ciechurski, polski przemysłowiec (ur. 1869)
- 1940:
  - Vítězslava Kaprálová, czeska kompozytorka, dyrygentka (ur. 1915)
  - Sophie Morgenstern, francuska psychiatra, psychoanalityk pochodzenia polsko-żydowskiego (ur. 1875)
- 1941 – Georg Bodenstein, niemiecki prawnik, urzędnik kolejowy i państwowy (ur. 1860)
- 1942:
  - Albin Lachowski, polski polityk, senator RP (ur. 1886)
  - George E. Waldo, amerykański polityk (ur. 1851)
  - Ludwik Wiśniewski, polski ziemianin, lekarz, polityk, poseł na Sejm RP (ur. 1867)
- 1943:
  - Alastair Campbell, angielski piłkarz, trener, krykiecista (ur. 1890)
  - Sigrid Onégin, niemiecka śpiewaczka operowa (alt) (ur. 1889)
  - Józef Padlewski, polski architekt (ur. 1863)
- 1944:
  - Marc Bloch, francuski historyk, członek ruchu oporu pochodzenia żydowskiego (ur. 1886)
  - Jan Piwnik, polski porucznik, żołnierz AK (ur. 1912)
  - George Junius Stinney, amerykański przestępca, najmłodsza ofiara krzesła elektrycznego (ur. 1929)
- 1945 – Kazimierz Zaczek, polski prawnik, polityk, minister skarbu (ur. 1884)
- 1946:
  - Józef Feldman, polski historyk pochodzenia żydowskiego (ur. 1899)
  - Harald Wallin, szwedzki żeglarz sportowy (ur. 1887)
- 1947 – Bronisław Huberman, polski skrzypek, pedagog pochodzenia żydowskiego (ur. 1882)
- 1948:
  - Marcel Brillouin, francuski fizyk, matematyk, wykładowca akademicki (ur. 1854)[23]
  - Eugeniusz Korzeniewski, polski żołnierz AK i WiN (ur. ?)
- 1949:
  - Edward Wende, polski duchowny ewangelicki (ur. 1874)
  - Jan Wojciech Umiński, polski malarz (ur. 1903)
- 1950:
  - Erhard Brauny, niemiecki funkcjonariusz i zbrodniarz nazistowski (ur. 1913)
  - Arnold Eucken, niemiecki fizykochemik, wykładowca akademicki (ur. 1884)
  - Jaromír Nechanský, czechosłowacki major, agent amerykański (ur. 1916)
- 1951:
  - Thomas Alan Goldsborough, amerykański polityk (ur. 1877)
  - Piotr Pawlenko, rosyjski pisarz, scenarzysta filmowy (ur. 1901)
  - Stanisław Rażniewski, polski inżynier górnik, działacz polityczny (ur. 1885)
- 1953 – Margaret Bondfield, brytyjska polityk (ur. 1873)
- 1955 – Bazyli Rogula, białoruski emigracyjny działacz narodowy, pisarz, polityk, poseł na Sejm i senator RP (ur. 1879)
- 1956 – Christopher Gitsham, południowoafrykański lekkoatleta, maratończyk (ur. 1888)
- 1958:
  - Pál Maléter, węgierski wojskowy, polityk (ur. 1917)
  - Imre Nagy, węgierski polityk, premier Węgier (ur. 1896)
  - Nereu Ramos, brazylijski polityk, prezydent Brazylii (ur. 1888)
- 1959 – George Reeves, amerykański aktor (ur. 1914)
- 1960:
  - Adolphe Ferrière, szwajcarski pedagog (ur. 1879)
  - Algisto Lorenzato, brazylijski piłkarz, bramkarz (ur. 1910)
  - Kienżebaj Makin, radziecki polityk (ur. 1906)
- 1961:
  - Wilhelm Schäfer, niemiecki funkcjonariusz i zbrodniarz nazistowski (ur. 1911)
  - Donizetti Tavares, brazylijski duchowny katolicki, błogosławiony (ur. 1882)
- 1962 – Władysław Gniewkowski, polski robotnik, polityk, poseł na Sejm PRL (ur. 1914)
- 1963:
  - Richard Kohn, austriacki piłkarz, trener (ur. 1888)
  - Otto Ostrowski, niemiecki polityk, burmistrz Berlina (ur. 1883)
  - John Whiting, brytyjski dramaturg, tłumacz, krytyk literacki (ur. 1917)
- 1966 – Jan Aleksiejew, rosyjski biskup prawosławny (ur. 1892)
- 1967 – Reginald Denny, brytyjski aktor (ur. 1891)
- 1969:
  - Harold Alexander, brytyjski arystokrata, marszałek polny, polityk (ur. 1891)
  - Jerzy Kossowski, polski kapitan, pisarz, dziennikarz, aktor (ur. 1889)
- 1970:
  - Heino Eller, estoński kompozytor, pedagog (ur. 1887)
  - Lonnie Johnson, amerykański wokalista i gitarzysta bluesowy (ur. ?)
  - Elsa Triolet, francuska pisarka (ur. 1896)
- 1971:
  - Jurij Młynk, łużycki poeta, tłumacz, historyk literatury i teatru (ur. 1927)
  - Nikołaj Palgunow, radziecki dziennikarz, polityk (ur. 1898)
- 1973 – Iwan Burmakow, radziecki generał porucznik (ur. 1899)
- 1975 – Tadeusz Eugeniusz Łobos, polski architekt, urbanista (ur. 1900)
- 1976:
  - Hector Pieterson, południowoafrykański uczeń (ur. 1963)
  - Axel Wikström, szwedzki biegacz narciarski (ur. 1907)
- 1977 – Wernher von Braun, niemiecki inżynier, konstruktor rakiet (ur. 1912)
- 1978 – Petro Bakowycz, ukraiński oficer, emigrant (ur. 1893)
- 1979:
  - Ignatius Kutu Acheampong, ghański generał, polityk, szef państwa (ur. 1931)
  - Alfred Deller, brytyjski śpiewak operowy (kontratenor), dyrygent (ur. 1912)
  - Nicholas Ray, amerykański reżyser i scenarzysta filmowy (ur. 1911)
- 1980:
  - Jacob Leib Talmon, izraelski historyk, wykładowca akademicki (ur. 1916)
  - Jerzy Wocka, polski bokser (ur. 1903)
- 1981:
  - Jule Charney, amerykański meteorolog (ur. 1917)
  - Irena Piela, polska biegaczka narciarska (ur. 1957)
- 1982:
  - Sergiusz (Gołubcow), rosyjski biskup prawosławny (ur. 1906)
  - Georg Leibbrandt, niemiecki działacz nazistowski (ur. 1899)
  - Václav Mottl, czechosłowacki kajakarz, kanadyjkarz (ur. 1914)
- 1983 – Wanda Pawlik, polska pisarka (ur. 1926)
- 1986 – Maurice Duruflé, francuski kompozytor, organista, pedagog (ur. 1902)
- 1987:
  - June Knight, amerykańska aktorka (ur. 1913)
  - John Mikaelsson, szwedzki lekkoatleta, chodziarz (ur. 1913)
- 1988:
  - Martin Pötzinger, niemiecki działacz religijny, członek Ciała Kierowniczego Świadków Jehowy (ur. 1904)
  - Wojciech Trojanowski, polski lekkoatleta, płotkarz, dziennikarz (ur. 1904)
- 1989:
  - Helga Haase, niemiecka łyżwiarka szybka (ur. 1934)
  - Arthur Häggblad, szwedzki biegacz narciarski (ur. 1908)
  - Jerzy Pniewski, polski fizyk (ur. 1913)
  - Wacław Szczygielski, polski historyk (ur. 1905)
- 1990:
  - Thomas George Cowling, brytyjski astronom, matematyk (ur. 1906)
  - Wiesław Śliwiński, polski urzędnik, ekonomista, działacz PTTK (ur. 1920)
- 1991:
  - Vicki Brown, brytyjska wokalistka (ur. 1940)
  - Joanna Konarzewska, polska malarka, graficzka, dekoratorka wnętrz, pedagog (ur. 1926)
  - Vance Tartar, amerykański biolog, embriolog (ur. 1911)
- 1992 – Dobrosław Czajka, polski architekt, malarz (ur. 1909)
- 1993 – Aldo Bini, włoski kolarz szosowy i torowy (ur. 1915)
- 1994:
  - Bernard Moitessier, francuski żeglarz jachtowy (ur. 1925)
  - Kristen Pfaff, amerykańska gitarzystka basowa, wokalistka (ur. 1967)
- 1995:
  - Władimir Aleksienko, radziecki generał porucznik (ur. 1923)
  - Tore Edman, szwedzki skoczek narciarski (ur. 1904)
- 1996 – Adam Harasowski, polski kompozytor, dyrygent (ur. 1904)
- 1997:
  - Michael O’Herlihy, irlandzki reżyser filmowy (ur. 1929)[24]
  - Tom Søndergaard, duński piłkarz (ur. 1944)
  - Inge Wersin-Lantschner, austriacka narciarka alpejska (ur. 1905)
- 1998:
  - Dżafar Szarif-Emami, irański polityk, premier Iranu (ur. 1910)
  - Fred Wacker, amerykański kierowca wyścigowy (ur. 1918)
- 1999:
  - Screaming Lord Sutch, brytyjski muzyk i wokalista rockandrollowy (ur. 1940)
  - Lothar Ulsaß, niemiecki piłkarz (ur. 1940)
  - Marshall Wayne, amerykański skoczek do wody (ur. 1912)
- 2000:
  -     - Michael Silliman, amerykański koszykarz (ur. 1944)
    - Henryk Grochulski, polski architekt, konserwator zabytków (ur. 1925)
    - Nagako, cesarzowa Japonii (ur. 1903)
- 2001 – Adam Zwass, amerykański ekonomista pochodzenia polskiego (ur. 1913)
- 2003:
  - Stefan Ćwiok, polski fizyk (ur. 1933)
  - Michał Poradowski, polski duchowny katolicki, integrysta, teolog, filozof, socjolog, kapelan wojskowy, pedagog (ur. 1913)
  - Georg Henrik von Wright, fiński filozof, logik (ur. 1916)
- 2004:
  - Herman Heine Goldstine, amerykański wojskowy, matematyk, informatyk (ur. 1913)
  - Thanom Kittikachorn, tajski wojskowy, polityk, premier Tajlandii (ur. 1911)
- 2005:
  - Cezary Aftowicz, polski działacz sportowy (ur. 1933)
  - Corino Andrade, portugalski neurolog (ur. 1906)
  - Andrzej Maj, polski reżyser teatralny (ur. 1950)
- 2006:
  - Roland Boyes, brytyjski polityk (ur. 1937)
  - Czesław Czubryt-Borkowski, polski generał dywizji (ur. 1918)
  - Igor Śmiałowski, polski aktor (ur. 1917)
- 2007:
  - Honorata Chróścielewska, polska autorka literatury dziecięcej (ur. 1924)
  - Józef Kaleta, polski ekonomista, polityk, poseł na Sejm RP (ur. 1925)
  - Jürgen Weber, niemiecki rzeźbiarz (ur. 1928)
- 2008:
  - Mario Rigoni Stern, włoski pisarz (ur. 1921)
  - Ingvar Svahn, szwedzki piłkarz (ur. 1938)
- 2009:
  - Maciej Frankiewicz, polski samorządowiec, wiceprezydent Poznania (ur. 1958)
  - Charlie Mariano, amerykański saksofonista jazzowy (ur. 1923)
- 2010:
  - Marc Bazin, haitański polityk, premier i prezydent Haiti (ur. 1932)
  - Ronald Neame, brytyjski reżyser i operator filmowy (ur. 1911)
- 2011:
  - Wild Man Fischer, amerykański muzyk rockowy, autor piosenek (ur. 1944)
  - Henri Saby, francuski samorządowiec, polityk (ur. 1933)
  - Twins Seven-Seven, nigeryjski malarz, rzeźbiarz, muzyk, aktor, poeta (ur. 1944)
- 2012:
  - Nils Karlsson, szwedzki biegacz narciarski (ur. 1917)
  - Kławdija Kudriaszowa, rosyjska śpiewaczka operowa (mezzosopran) (ur. 1925)
  - Sławomir Petelicki, polski generał brygady, dyplomata, pomysłodawca i pierwszy dowódca jednostki GROM (ur. 1946)
  - Krystyna Sadowska-Nizowicz, polska wokalistka, członkini zespołu Filipinki (ur. 1945)
  - Najif ibn Abd al-Aziz Al Su’ud, saudyjski książę, polityk (ur. 1934)
  - Susan Tyrrell, amerykańska aktorka (ur. 1945)
  - Bogumiła Zamora, polska nazaretanka (ur. 1949)
- 2013:
  - Jerzy Kosowicz, polski endokrynolog (ur. 1924)
  - Josip Kuže, chorwacki piłkarz, trener (ur. 1952)
  - Ottmar Walter, niemiecki piłkarz (ur. 1924)
- 2014:
  - Tony Gwynn, amerykański baseballista (ur. 1960)
  - Grzegorz Krzyżanowski, polski przedsiębiorca, motoparalotniarz (ur. 1977)
- 2016:
  - Bill Berkson, amerykański poeta, krytyk sztuki (ur. 1939)
  - Jo Cox, brytyjska polityk (ur. 1974)
  - Luděk Macela, czeski piłkarz (ur. 1950)
- 2017:
  - John G. Avildsen, amerykański reżyser filmowy (ur. 1935)
  - Ryszard Błachut, polski piłkarz (ur. 1948)
  - Christian Cabrol, francuski kardiochirurg, transplantolog, polityk, eurodeputowany (ur. 1925)
  - Mieczysław Kalenik, polski aktor (ur. 1933)
  - Edzai Kasinauyo, zimbabwejski piłkarz (ur. 1975)
  - Helmut Kohl, niemiecki polityk, kanclerz Niemiec (ur. 1930)
  - Wincenty Ronisz, polski reżyser i scenarzysta filmów dokumentalnych (ur. 1934)
  - Günter Siebert, niemiecki piłkarz, działacz piłkarski (ur. 1930)
- 2018:
  - Andrzej Bartyński, polski poeta (ur. 1934)
  - Giennadij Rożdiestwienski, rosyjski dyrygent (ur. 1931)
- 2019:
  - Erzsébet Köteles, węgierska gimnastyczka sportowa (ur. 1924)
  - Paulino do Livramento Évora, kabowerdyjski duchowny katolicki, biskup Santiago de Cabo Verde (ur. 1931)
- 2020:
  - Valério Breda, brazylijski duchowny katolicki, biskup Penedo (ur. 1945)
  - Włodzimierz Jakób, polski sztangista (ur. 1951)
  - Józef Edward Mojski, polski geolog, geograf, geomorfolog, wykładowca akademicki (ur. 1926)
  - Charles Webb, amerykański pisarz (ur. 1939)
- 2021:
  - Renate Blank, niemiecka polityk (ur. 1941)
  - Tarcisio Pillolla, włoski duchowny katolicki, biskup Iglesias (ur. 1930)
- 2022:
  - Steinar Amundsen, norweski kajakarz (ur. 1945)
  - Grażyna Dziedzic, polska nauczycielka, działaczka samorządowa, prezydent Rudy Śląskiej (ur. 1954)
  - Anna Grzeszczak-Hutek, polska aktorka (ur. 1948)
  - Antonio Montero Moreno, hiszpański duchowny katolicki, biskup Badajoz, arcybiskup Mérida-Badajoz (ur. 1928)
- 2023:
  - Nicola de Angelis, włoski duchowny katolicki, biskup pomocniczy Toronto, biskup Peterborough (ur. 1939)
  - Daniel Ellsberg, amerykański ekonomista (ur. 1931)
  - Ben Helfgott, polski sztangista (ur. 1929)
  - Gino Mäder, szwajcarski kolarz torowy i szosowy (ur. 1997)
  - Alfredo Rojas, argentyński piłkarz (ur. 1937)
  - Hanna Zembrzuska, polska aktorka (ur. 1934)
- 2024:
  - Roberto Lückert, wenezuelski duchowny katolicki, arcybiskup Coro (ur. 1939)
  - Marcelo Martorell, argentyński duchowny katolicki, biskup Puerto Iguazú (ur. 1945)
  - Bob Schul, amerykański lekkoatleta, długodystansowiec (ur. 1937)
- 2025:
  - Jan Czekaj, polski ekonomista, nauczyciel akademicki, polityk, wiceminister przekształceń własnościowych, wiceminister finansów (ur. 1950)
  - Nikołaj Krasnikow, rosyjski żużlowiec (ur. 1985)